# 2006년 동계 올림픽 아이스하키 남자 선수 명단
다음은 2006년 동계 올림픽 아이스하키 남자 선수 명단이다.

## 참가국

### 캐나다
| 번호 | 포지션 | 선수              | 생년월일 (나이)        | 출전 | 소속                  |
| ---- | ------ | ----------------- | ---------------------- | ---- | --------------------- |
| 1    |        | 로버토 루옹고     | 1979년 4월 19일(26세)  |      | 플로리다 팬서스       |
| 3    |        | 제이 부미스터     | 1983년 9월 7일(22세)   |      | 플로리다 팬서스       |
| 4    |        | 롭 블레이크 (A)   | 1969년 12월 10일(36세) |      | 콜로라도 애벌랜치     |
| 6    |        | 웨이드 레든       | 1977년 6월 12일(28세)  |      | 오타와 세너터스       |
| 9    |        | 셰인 돈           | 1976년 10월 10일(29세) |      | 피닉스 카이오티스     |
| 12   |        | 저롬 이긴라 (A)   | 1977년 7월 1일(28세)   |      | 캘거리 플레임스       |
| 14   |        | 토드 버튜지       | 1975년 2월 2일(31세)   |      | 밴쿠버 커넉스         |
| 15   |        | 대니 히틀리       | 1981년 2월 2일(24세)   |      | 오타와 세너터스       |
| 21   |        | 시몽 가녜 (A)     | 1980년 2월 29일(25세)  |      | 필라델피아 플라이어스 |
| 24   |        | 브라이언 매케이브 | 1975년 6월 8일(30세)   |      | 토론토 메이플리프스   |
| 26   |        | 마르탱 생루이     | 1975년 6월 18일(30세)  |      | 탬파베이 라이트닝     |
| 28   |        | 로빈 레기어       | 1980년 4월 19일(25세)  |      | 캘거리 플레임스       |
| 30   |        | 마르탱 브로되르   | 1972년 5월 6일(33세)   |      | 뉴저지 데블스         |
| 33   |        | 크리스 드레이퍼   | 1971년 5월 24일(43세)  |      | 디트로이트 레드윙스   |
| 35   |        | 마티 터코         | 1975년 8월 13일(30세)  |      | 댈러스 스타스         |
| 39   |        | 브래드 리처즈     | 1980년 5월 2일(25세)   |      | 탬파베이 라이트닝     |
| 40   |        | 뱅상 르카발리에   | 1980년 4월 21일(25세)  |      | 탬파베이 라이트닝     |
| 44   |        | 크리스 프롱거 (A) | 1974년 10월 10일(31세) |      | 에드먼턴 오일러스     |
| 52   |        | 애덤 푸트         | 1971년 7월 10일(34세)  |      | 콜럼버스 블루재키츠   |
| 61   |        | 릭 내시           | 1984년 6월 16일(21세)  |      | 콜럼버스 블루재키츠   |
| 91   |        | 조 새킥 (C)       | 1969년 7월 7일(36세)   |      | 콜로라도 애벌랜치     |
| 94   |        | 라이언 스미스     | 1976년 2월 21일(29세)  |      | 에드먼턴 오일러스     |
| 97   |        | 조 손턴           | 1979년 7월 2일(26세)   |      | 산호세 샤크스         |